# JJ Lin
JJ Lin, nato Wayne Lim Junjie (林俊杰T, 林俊傑S, Lín Jùn JiéP; Singapore, 27 marzo 1981), è un cantante e attore singaporiano.

## Biografia
Lín Jùn Jié è nato a Singapore e si è diplomato al Saint Andrew's Junior College, prima di lanciare la sua carriera musicale a Taiwan. È di discendenza Hokkien. Oltre all'inglese, al cinese e al dialetto hokkien, sa parlare anche il cantonese ed ha realizzato diverse cover delle sue canzoni in questa lingua. È salito alla ribalta ed ha avuto successo nella Cina continentale. A Taiwan, ha vinto il premio come "Miglior Nuovo Artista" ai Taiwan Golden Melody Awards.
Sotto contratto con la Ocean Butterflies, ha scritto testi di canzoni per vari artisti, da tenere in considerazione Ji De ("Remember") per la cantante taiwanese A-Mei, Fang Shou del suo compagno nell'etichetta A-do, Gan Ma Ni Kan Wo Bu Shuang (幹麻你看我不爽) di Harlem Yu, Chao Ren Xin dei Comic Boyz, ed altre canzoni. Egli stesso scrive tutte le melodie per i suoi album.
Tornato a Singapore, fu selezionato per esibirsi nella versione remixata di Home, la canzone tema per la parata della Festa Nazionale del 2004. La sua carriera e popolarità iniziarono a spiccare a Singapore, in particolar modo grazie al fatto che la sua musica iniziò ad essere usata nei drama televisivi prodotti dalla MediaCorp TV Channel 8, che la sua canzone Mu Nai Yi （木乃伊） fu usata in Yin Cha Yang Cuo, ed alle sue incrementate apparizioni in pubblico, come ad esempio la partecipazione come ospite al programma Project SuperStar di Channel U ed al recente S-POP Hurray!.
Dopo aver vinto il primo premio nella categoria "Miglior Nuovo Artista" ai Singapore Hit Awards del 2004, la sua popolarità ha continuato a dilagare e nell'edizione successiva delle premiazioni, nel 2005, ha vinto ben quattro premi: "Miglior Artista Uomo Locale", "Miglior Artista Compositore, "Miglior Cantante Uomo" e "Miglior Composizione Musicale Locale", facendo sì che fosse riconosciuto il suo talento sia come performer, sia come compositore. Il suo quarto album, Cao Cao, ha venduto 1 milione di copie in meno di una settimana a Singapore, Malaysia e in tutto il resto dell'Asia.
È apparso in diversi spot pubblicitari per compagnie varie quali Sprite, Lays e Cornetto Royale.
È anche l'ambasciatore turistico di Singapore. Parte del suo lavoro consiste nel girare l'Asia promuovendo il suo paese d'origine, oltre che la propria carriera.
È stato coinvolto come ambasciatore in una manifestazione anti-droga a Taiwan (反毒大使). La canzone tema di tale evento è stata la sua canzone Baby Baby, tratta dall'album West Side (西界).
A luglio del 2007, ha superato un record da guinness dei primati, firmando 3.052 CD in 2 ore e 30 minuti. Durante gli autografi, non gli è stato permesso di bere o mangiare. Il tempo che ha impiegato, in media, per autografare ogni CD è stato di 2,7 secondi.
Nel maggio 2008 si è esibito all'evento di beneficenza della CCTV The Giving of Love, organizzato per dare aiuto alle vittime del terremoto del Sichuan avvenuto nel 2008. JJ ha donato personalmente una grande somma di denaro alle forze di salvataggio, ed ha composto la canzone 爱与希望 per commemorare la tragedia.
Nell'ottobre del 2008 fu pubblicato il suo sesto album, Sixology (陆). Esso vendette 280 000 copie in sette giorni.
Durante il periodo di Natale del 2008, è nata a Singapore la sua linea di moda personale, SMUDGE. Il lancio ufficiale è avvenuto venerdì 13 marzo 2009.
Nel maggio 2009, è stato il gran vincitore ai quattordicesimi Composers and Authors Society of Singapore (Compass) Awards Presentations annuali, tenutisi al Raffles City Convention Centre. Ha raccolto tre premi, tra i quali figura uno dei più importanti a cui gli artisti possano aspirare, il premio al "Miglior Artista Locale dell'Anno", che solitamente viene elargito agli artisti singaporiani che generano i maggiori guadagni in royalty durante l'anno.
Nel 2010 ha cantato la canzone I Can Fly della colonna sonora di High School Musical: China, insieme a Jane Zhang. Ha ottenuto tre platini e due dischi d'oro dalla Recording Industry Association Singapore, equivalenti a 40 000 unità vendute in suolo singaporiano.

## Programmi televisivi
- Hanazakarino Kimitachihe (GTV, 2006) JJ recita come il fratello di Ella, un intelligente giovane uomo in procinto di laurearsi in cardiologia all'Università di Harvard.
- JJ ha doppiato il principe drago, Draco, nel film d'animazione singaporiano Legend of the Sea.
- JJ recita nel drama di tredici episodi I'm Not Handsome Actually (原来我不帅). La trama è ripresa da un romanzo. JJ recita nel ruolo di un giovane uomo molto vanitoso, che è costantemente lodato dai suoi genitori per la sua bellezza. Tuttavia, la verità sul suo aspetto gli viene presto rivelato dai suoi amici al college, che gli dicono che non è affatto così bello come egli crede di essere.

## Discografia
- 2003 - Music Voyager
- 2004 - Heaven
- 2005 - No. 89757
- 2006 - Cao Cao
- 2007 - Westside
- 2008 - Sixology
- 2009 - 100 Days
- 2010 - She Says
- 2011 - Lost N Found
- 2013 - Stories Untold
- 2014 - Genesis
- 2015 - From M.E. to Myself
- 2017 - Message in a Bottle

### Videografia
- 2006 - Just JJ World Tour

## Premi
| Anno | Premio |
| ---- | --- |
| 2003 | - Taiwan Golden Melody Awards, Miglior Nuovo Artista |
| 2004 | - Singapore Hit Awards, Miglior Nuovo Artista (primo premio) |
| 2005 | - Singapore Hit Awards, Miglior Nuovo Artista Locale (編號89757) - Singapore Hit Awards, Miglior Artista Compositore (編號89757) - Singapore Hit Awards, Miglior Cantante Uomo (編號89757) - Singapore Hit Awards, Miglior Composizione Musicale Locale (一千年以後 in 編號89757) - Hito Music Awards, Top 10 Canzoni d'Oro (江南 in 第二天堂) - Dodicesimi China Music Awards (第12届中国歌曲排行榜), Miglior Artista Compositore (Taiwan e Hong Kong) 港台地区最佳创作歌手 - Dodicesimi China Music Awards (第12届中国歌曲排行榜), Miglior Hit a "River South" (Taiwan e Hong Kong) 港台最受欢迎歌曲《江南》 - Quinti Global Chinese Music Awards, Miglior Album (編號89757), Top 25 Hit d'Oro dell'Anno (一千年以後 in 編號89757), Artista Compositore più Popolare, Miglior Performer Regionale |
| 2006 | - Ha tenuto un tour mondiale visitando stati quali Cina, Singapore, Malaysia, Taiwan - Beijing Music Awards, Artista Uomo più Popolare, Top 20 Melodia d'Oro (曹操), Miglior Album (曹操), Miglior Produttore (曹操), Premio "Vero Eroe" |
| 2007 | - World Music Awards, Miglior Artista Uomo - Taiwan Golden Melody Award, Miglior Artista Uomo Mandarino |

## Tour mondiale
Nel 2006, JJ Lin ha visitato sei diverse città per il suo primo tour mondiale, intitolato Just JJ World Tour.
- 10 giugno 2006 - Shanghai, Repubblica Popolare Cinese
- 24 giugno 2006 - Singapore
- 1º luglio 2006 - Genting Highlands, Malaysia
- 16 settembre 2006 - Wuhan, Repubblica Popolare Cinese
- 30 settembre 2006 - Tianjin, Repubblica Popolare Cinese
- 29 dicembre 2006 - Taipei, Taiwan

Egli ha tenuto un ultimo concerto a segnare la fine del Just JJ World Tour, esso è avvenuto il 14 ottobre 2007 a Shanghai. JJ ha cantato sei nuove canzoni tratte dall'album Xi Jie, che hanno ottenuto grande successo.
Nel 2009 è organizzato un nuovo tour mondiale, il "JJ world tour 2009", che avrà inizio appena dopo il suo ventottesimo compleanno.
- 28 marzo 2009- Singapore